# Biohydrométallurgie
La biohydrométallurgie est une technique utilisant des agents biologiques (bactéries) pour concentrer et traiter des métaux dans de l'eau. Les progrès de la biohydrométallurgie moderne ont commencé avec une biolixiviation plus efficace du cuivre dans les années 1950.

## Éléments de définitions
- Bio : Forme abrégée du mot Biologie[2] faisant ici référence à l'utilisation de bactéries.
- Hydro : Terme faisant référence à l'utilisation de l'eau[3] car le processus se produit dans un environnement aqueux
- Métallurgie : Processus impliquant la séparation et le raffinage des métaux à partir d'autres substances[4] ;
- Biolixiviation : Utilisation d'agents biologiques (bactéries) pour extraire des métaux ou des sols[5] ; terme général utilisé pour englober toutes les formes biotechnologiques d'extraction ( hydrométallurgie, biohydrométallurgie, biominage, etc.)

## Histoire
La biohydrométallurgie semble avoir été sciemment utilisée pour la première fois il y a plus de 300 ans, pour récupérer du cuivre.
Elle évolue vers l'extraction de l'or, de l'uranium et autres métaux faciles à valoriser, et vers l'extraction par bioconcentration d'autres métaux (polluants, toxiques, radioactifs, indésirables).

## Généralités
La biohydrométallurgie est un domaine interdisciplinaire impliquant :
- l'utilisation de microbes (bactéries et/ou archées en général) ;
- un milieu aqueux ;
- une production de métaux et un traitement de matériaux et de solutions contenant des métaux.

La biohydrométallurgie est l'une des branches des biotechnologies, traitant de l'étude et de l'application du potentiel économique de certaines interactions entre les microbes et les minéraux.

Elle concerne ainsi, directement ou indirectement, les domaines de l'exploitation des ressources minérales et de la protection de l'environnement et divers métiers (géologues, géologues économiques, ingénieurs des mines, métallurgistes, hydrométallurgistes, chimistes et ingénieurs chimistes, sans oublier les microbiologistes, indispensables dans la conception, la mise en œuvre et le fonctionnement des procédés biohydrométallurgiques.

## Hydrométallurgie
L'hydrométallurgie utilise les propriétés physicochimiques de l'eau pour créer une solution aqueuse pour l'extraction des métaux par une série de réactions chimiques.

## Biohydrométallurgie en tant que science
La biohydrométallurgie croise le monde et certaines propriétés et capacités des micro-organismes avec le processus de l'hydrométallurgie. Les micro-organismes sont ici utilisés pour extraire, capter et concentrer des métaux-cibles.

## Applications
La biohydrométallurgie mime et exploite des processus naturels de manipulation des métaux par des microbes tels que l'extraction microbienne, la récupération de pétrole, la biolixiviation, le traitement de l'eau et d'autres.
La biohydrométallurgie sert surtout à récupérer certains métaux à partir de minerais sulfurés, quand les procédures minières conventionnelles sont trop coûteuses ou inefficaces pour récupérer un métal tel que le cuivre, le cobalt, l'or, le plomb, le nickel, l'uranium et le zinc.